# Mataeocephalus cristatus
Mataeocephalus cristatus es una especie de pez de la familia Macrouridae en el orden de los Gadiformes.</ref>